# مذبحة كرداسة
مذبحة كرداسة هي مذبحة ارتكبها مسلحون بآر بي جي وبنادق آلية وهاجموا ضباط وأفراد مركز شرطة كرداسة وأشعلوا به النيران وقتلوا لوائين وعقيد ونقيبين و7 آخرين من الأمناء والأفراد. سبقه سحل وتعذيب وتقطيع بالسنج والأسلحة البيضاء ثم قتل بالرصاص في أعمال العنف التي نشبت في أعقاب فض اعتصامي رابعة والنهضة.
في 19 سبتمبر 2013 اقتحمت قوات الشرطة والجيش منطقة كرداسة، وقامت بتفتيش ومداهمة عدة منازل للبحث عن المطلوب ضبطهم وإحضارهم على خلفية اقتحام قسم الشرطة، وقتل 13 من الضباط وأمناء الشرطة والجنود.
وقامت أجهزة الأمن بإغلاق جميع مداخل ومخارج مركز كرداسة، ومناطق أبو رواش وناهيا وبني مجدول ومنشية البكارى، وإطلاق النيران بكثافة في محيط مركز كرداسة، مع انتشار قوات العمليات الخاصة، وأعيدت سيطرة الأمن على المنطقة.